# آب‌انبار قلعه باغ
آب‌انبار قلعه باغ مربوط به دورهٔ قاجار و دورهٔ پهلوی است و در شهرستان طبس، شهر طبس، محله قلعه باغ واقع شده و این اثر در تاریخ ۲۴ اسفند ۱۳۸۴ با شمارهٔ ثبت ۱۵۱۲۴ به‌عنوان یکی از آثار ملی ایران به ثبت رسیده است.